# 65-й охранный моторизованный полк
 65-й охранный моторизованный полк (серб. 65. заштитни моторизовани пук) — подразделение Войска Республики Сербской, входившее в состав Генштаба ВС РС и занимавшееся его охраной.

## История

### Образование и структура
В 1980 году после смерти Иосипа Броза Тито большинство косовских албанцев стало требовать независимость, в связи с этим руководство ЮНА решает реализовать план «Единство», по которому будут подготовлены действия по массовому подавлению, и защите конституционного строя от внутренних угроз. В 1990 году одним из аспектов плана «Единство» стало создание специальных подразделений для защиты военных округов, которые состояли из военной полиции входивших в округа корпусов и групп по борьбе с диверсантами. Это и стало отправной точкой создания полка.

### Боевой путь
Полк в начале распада Югославии занимался охраной штаба 5-й Военной области.
В период 1990—1991 годов участвовал в Хорватской войне, а именно в боевых действиях около города Слуни в регионе Кордун.
Весной 1992 года полк передислоцировался в Сараево и взял на себя защиту штаб 2-й военной области ЮНА. В апреле 1992 года, вскоре после начала Боснийской войны, одно из подразделений полка было атаковано и уничтожено на ул. Добровольцев в г. Сараево (событие известно как «Нападение на колонну ЮНА в Сараево»). После этого разгрома, полк был передислоцирован в Хан-Песак и вошёл в состав Генштаба армии Республики Сербской, на определённое время став личной охраной генерала Ратко Младича. Позднее командиром полка вплоть до конца войны становится Миломир Савчич, сменивший на этом посту Милана Шупута.
Полк участвовал практически во всех наиболее важных операциях армии Республики Сербской. В частности, в операциях «Церска 93»; «Лукавац 93», «Скелана 93»; также участвовал в операциях в Сараеве, Праче и Горажде.
В период 1993—1994 годов полк участвовал в боях за Айдиновичи и Крушев, после чего вели бои в операциях «Бандјерка 94»; «Брчко — Врановача 94»; «Нишићка висорава 94»; «Бреза- Орлово гнијездо 94» и «Трескавица 94». За заслуги в разрушении Армии БиГ и в наступление на города Трескавица и Трново (в частности при попытке снять осаду с пригородов Сараева — Умчари, Очаджало, Николине стијене, Кобиляча, Гвозно-Поле), полк получил благодарность от командования Армии РС.
Позднее полк принимал (в частности диверсионный отряд и две роты Батальона военной полиции) участие в операции «Вагань 95» в районе Босанской Краины. С 28 июля по 15 сентября была первая фаза операции, задачей фазы было удержать линию обороны Дрвар-Гламоч. Вторая фаза операции проходила с 20 сентября по 7 октября, задача фазы была контратака и успешное освобождение линии фронта городов Ключ-Крупа. Конец войны полк встретил на линиях обороны гор Маняча, и гор Трескавицы. После окончания войны полк был признан элитным подразделением Армии РС.

## Организационный состав
В составе полка были следующие подразделения:
- штаб;
- батальон военной полиции
- диверсионный отряд
- моторизованный батальон
- танковая рота
- лёгкий артиллерийский дивизион ПВО
- смешанная миномётная рота
- тыловой батальон

Личный состав полка формировался из призывников, резервистов и кадровых офицеров.